# أوليفر ريسر
أوليفر ريسر Oliver Risser (بالألمانية: Oliver Risser)‏، من مواليد 19 سبتمبر 1980 في وندهوك في ناميبيا، لاعب كرة قدم ناميبي.
بدأ مسيرته الكروية مع نادي ويرغس في عام 1999، ولعب معهم حتى عام 2003، وفي عام 2003 إنضم إلى رديف بروسيا دورتموند الألماني، ولعب معهم حتى عام 2005، وشارك معهم في 33 مباراة وسجل هدف واحد، وفي موسم 2005/2006 انتقل إلى نادي ساندهاوسن، وفي عام 2006 انتقل إلى نادي بريدابلك، ولعب معهم 6 مباريات، وفي موسم 2006/2007 انتقل إلى نادي بونر، ولعب معهم 32 مباراة وسجل هدفين.
و هو يلعب مع منتخب ناميبيا لكرة القدم.

## روابط خارجية
- أوليفر ريسر على موقع الاتحاد الدولي (مؤرشف)  (الإنجليزية)
- أوليفر ريسر على موقع قاعدة بيانات كرة القدم.إي يو (الإنجليزية)
- أوليفر ريسر على موقع ناشيونال فوتبول تيمز (الإنجليزية)
- أوليفر ريسر على موقع Soccerbase.com (لاعب) (الإنجليزية)
- أوليفر ريسر على موقع Soccerway.com (الإنجليزية)
- أوليفر ريسر على موقع عالم كرة القدم.نت (الإنجليزية)
- أوليفر ريسر على موقع كووورة